# Sancho van Majorca
Sancho van Majorca bijgenaamd de Vredige (Montpellier, 1277 - Formiguères, 4 september 1324) was van 1311 tot aan zijn dood koning van Majorca, graaf van Cerdanya, graaf van Roussillon en heer van Montpellier. Hij behoorde tot het huis Barcelona.

## Levensloop
Sancho was de tweede zoon van koning Jacobus II van Majorca en Esclaramonda van Foix, dochter van graaf Rogier IV van Foix. Tijdens zijn jeugd leefde hij samen met zijn familie in de gevangenschap van zijn oom, koning Peter III van Aragón, die in 1285 Majorca had bezet. Hij leefde achtereenvolgens in Perpignan, Torroella de Montgrí en Barcelona. Nadat Sancho kon vluchten uit gevangenschap, werd hij opgevoed aan het hof van koning Filips IV van Frankrijk. In 1295 was Filips IV onderhandelaar bij de totstandkoming van de Vrede van Anagni, die de terugkeer van zijn familie naar Majorca mogelijk maakte.
Nadat Sancho in 1311 zijn vader opvolgde als koning van Majorca, verbeterde hij de relaties met zijn neef, koning Jacobus II van Aragón. Hij huldigde Jacobus in 1312 en ondersteunde hem bij de oorlog tegen de republiek Genua om Sardinië en Corsica. Dezelfde periode kwam hij in conflict met Frankrijk om het bezit van Montpellier. Op binnenlands vlak moest Sancho de jaarlijkse vernieuwing van de Algemene Raad terug invoeren en bouwde hij ook de kustbescherming van Majorca uit tegen zeerovers.
In 1304 huwde hij met Maria (1290-1346/1347), dochter van koning Karel II van Napels. Het huwelijk bleef echter kinderloos, waardoor Sancho zijn neef Jacobus III, de zoon van zijn jongere broer Ferdinand, als troonopvolger aanwees.
Sancho overleed in september 1324 en werd bijgezet in de Kathedraal van Perpignan.